# Fukamushicha
Fukamushicha är en typ av Sencha som ångats längre än vanligt vilket sägs ge en djupare och fylligare smak.